# Exalphus cavifrons
Exalphus cavifrons es una especie de escarabajo longicornio del género Exalphus, tribu Acanthoderini, subfamilia Lamiinae. Fue descrita científicamente por Bates en 1872.
La especie se mantiene activa durante el mes de junio.

## Descripción
Mide 10,6-15,9 milímetros de longitud.

## Distribución
Se distribuye por Colombia, Costa Rica, Ecuador, Guatemala, Honduras, Nicaragua y Panamá.